# UFC Fight Night: Marquardt vs. Palhares
UFC Fight Night: Marquardt vs. Palhares ou UFC Fight Night 22 é um evento MMA realizado pelo Ultimate Fighting Championship em 15 de setembro de 2010 no Frank Erwin Center em Austin, Texas.

## Bônus da Noite
Lutadores foram premiados com 40.000 dólares de bônus.
- Luta da Noite:  Jared Hamman vs.  Kyle Kingsbury
- Nocaute da Noite:  Brian Foster
- Finalização da Noite:  Charles Oliveira e  Cole Miller